# Danh sách cầu thủ tham dự giải vô địch bóng đá nữ U-20 Bắc, Trung Mỹ và Caribe 2012
Đây là danh sách các đội hình tham dự Giải vô địch bóng đá nữ U-20 Bắc, Trung Mỹ và Caribe 2012, tổ chức ở Panama. 8 đội tham gia giải đấu phải đăng ký đội hình 20 cầu thủ; chỉ có các cầu thủ trong đội hình mới được tham gia giải đấu.
Cầu thủ được đánh dấu (c) là đội trưởng của đội tuyển quốc gia đó. Số trận, câu lạc bộ và tuổi của cầu thủ được tính đến ngày 1 tháng 3 năm 2012 – ngày khai mạc giải đấu.

## Bảng A

### Canada
Huấn luyện viên:  Andrew Olivieri

| Số | VT | Cầu thủ                     | Ngày sinh (tuổi)            | Trận | Bàn | Câu lạc bộ                      |
| -- | -- | --------------------------- | --------------------------- | ---- | --- | ------------------------------- |
| 1  | TM | Sabrina D'Angelo            | 5 tháng 11, 1993 (18 tuổi)  |      |     | South Carolina                  |
| 2  | TV | Kylie Davis                 | 22 tháng 7, 1994 (17 tuổi)  |      |     | Memphis                         |
| 3  | HV | Nicole HIll                 | 10 tháng 9, 1992 (19 tuổi)  |      |     | Georgia                         |
| 4  | HV | Rachel Melhado              | 24 tháng 9, 1992 (19 tuổi)  |      |     | Louisville                      |
| 5  | HV | Shelina Zadorsky (c)        | 24 tháng 10, 1992 (19 tuổi) |      |     | Michigan                        |
| 6  | TV | Jaclyn Sawicki              | 14 tháng 11, 1992 (19 tuổi) |      |     | Victoria                        |
| 7  | TV | Constance de Chantal-Dumont | 11 tháng 3, 1992 (19 tuổi)  |      |     | Champlain College Saint-Lambert |
| 8  | TV | Danica Wu                   | 13 tháng 8, 1992 (19 tuổi)  |      |     | Ohio State                      |
| 9  | TV | Catherine Charron-Delage    | 15 tháng 6, 1992 (19 tuổi)  |      |     | Laval Comets                    |
| 10 | TV | Christabel Oduro            | 1 tháng 11, 1992 (19 tuổi)  |      |     | Memphis                         |
| 11 | TĐ | Jenna Richardson            | 6 tháng 7, 1992 (19 tuổi)   |      |     | Oregon State                    |
| 12 | TV | Nicole Setterlund           | 16 tháng 2, 1993 (19 tuổi)  |      |     | Washington State                |
| 13 | TĐ | Amélia Pietrangelo          | 14 tháng 7, 1993 (18 tuổi)  |      |     | Rutgers                         |
| 15 | TV | Vanessa Legault-Cordisco    | 11 tháng 5, 1992 (19 tuổi)  |      |     | Marquette                       |
| 16 | TĐ | Diamond Simpson             | 28 tháng 4, 1993 (18 tuổi)  |      |     | Hamilton FC Rage                |
| 17 | TĐ | Nkem Ezurike                | 19 tháng 3, 1992 (19 tuổi)  |      |     | Michigan                        |
| 18 | TM | Dayle Colpitts              | 18 tháng 4, 1992 (19 tuổi)  |      |     | Virginia Tech                   |
| 19 | TV | Olivia Colosimo             | 11 tháng 4, 1992 (19 tuổi)  |      |     | Butler                          |
| 20 | HV | Lauren Granberg             | 28 tháng 2, 1992 (20 tuổi)  |      |     | Ohio State                      |
| 21 | HV | Christine Exeter            | 3 tháng 9, 1992 (19 tuổi)   |      |     | Louisville                      |

### México
Huấn luyện viên:  Roberto Medina

| Số | VT | Cầu thủ                 | Ngày sinh (tuổi)            | Trận | Bàn | Câu lạc bộ         |
| -- | -- | ----------------------- | --------------------------- | ---- | --- | ------------------ |
| 1  | TM | Cecilia Santiago        | 19 tháng 10, 1994 (17 tuổi) |      |     | Club Santos Laguna |
| 2  | HV | Arianna Romero          | 29 tháng 7, 1992 (19 tuổi)  |      |     |                    |
| 3  | HV | Bianca Sierra           | 25 tháng 6, 1992 (19 tuổi)  |      |     |                    |
| 4  | HV | Christina Murillo       | 28 tháng 1, 1993 (19 tuổi)  |      |     |                    |
| 5  | TV | Ashley Kotero           | 23 tháng 11, 1992 (19 tuổi) |      |     |                    |
| 6  | HV | Olivia Jimenez          | 26 tháng 2, 1992 (20 tuổi)  |      |     |                    |
| 7  | TV | Lydia Nayeli Rangel (c) | 28 tháng 2, 1992 (20 tuổi)  |      |     |                    |
| 8  | HV | Ariana Martinez         | 25 tháng 1, 1992 (20 tuổi)  |      |     |                    |
| 9  | TĐ | Tanya Samarzich         | 28 tháng 12, 1994 (17 tuổi) |      |     |                    |
| 10 | TV | Natalia Gomez-Junco     | 9 tháng 10, 1992 (19 tuổi)  |      |     |                    |
| 11 | TĐ | Chrystal Martinez       | 12 tháng 10, 1993 (18 tuổi) |      |     |                    |
| 12 | HV | Rosa Merida             | 31 tháng 5, 1993 (18 tuổi)  |      |     |                    |
| 13 | TĐ | Briana Lopez            | 21 tháng 4, 1992 (19 tuổi)  |      |     |                    |
| 14 | TĐ | Maria Fernanda Pina     | 17 tháng 12, 1993 (18 tuổi) |      |     |                    |
| 15 | HV | Alejandra Amador        | 14 tháng 9, 1993 (18 tuổi)  |      |     |                    |
| 16 | HV | Cristina Ferral         | 16 tháng 2, 1993 (19 tuổi)  |      |     |                    |
| 17 | TV | Yamile Franco           | 7 tháng 7, 1992 (19 tuổi)   |      |     |                    |
| 18 | TV | Eliza Mariel Gutierrez  | 16 tháng 8, 1994 (17 tuổi)  |      |     |                    |
| 19 | TV | Maria Andrea Sanchez    | 31 tháng 3, 1994 (17 tuổi)  |      |     |                    |
| 20 | TĐ | Daniela Solis           | 19 tháng 4, 1993 (18 tuổi)  |      |     |                    |

## Bảng B

### Cuba
Huấn luyện viên:  Jose Luis Elejalde

| Số | VT | Cầu thủ                      | Ngày sinh (tuổi)            | Trận | Bàn | Câu lạc bộ |
| -- | -- | ---------------------------- | --------------------------- | ---- | --- | ---------- |
| 1  | TM | Dainelis Moreno              | 3 tháng 2, 1992 (20 tuổi)   |      |     |            |
| 2  | TV | Tayde Aguilar                | 21 tháng 11, 1994 (17 tuổi) |      |     |            |
| 3  | HV | Indira Manzano               | 11 tháng 10, 1993 (18 tuổi) |      |     |            |
| 4  | TĐ | Milagros Ramirez             | 22 tháng 6, 1995 (16 tuổi)  |      |     |            |
| 5  | HV | Yarisleidy Mena              | 17 tháng 2, 1994 (18 tuổi)  |      |     |            |
| 6  | HV | Esmeralda Marcos             | 13 tháng 2, 1994 (18 tuổi)  |      |     |            |
| 7  | TV | Solayne Gutierrez            | 17 tháng 8, 1993 (18 tuổi)  |      |     |            |
| 8  | TĐ | Yanet Tamayo                 | 6 tháng 12, 1994 (17 tuổi)  |      |     |            |
| 9  | TV | Maria Perez                  | 7 tháng 9, 1992 (19 tuổi)   |      |     |            |
| 11 | TV | Rachel Pelaez                | 5 tháng 5, 1993 (18 tuổi)   |      |     |            |
| 12 | TM | Maisú León                   | 6 tháng 5, 1992 (19 tuổi)   |      |     |            |
| 14 | TĐ | Maidoni Goitizolo            | 29 tháng 5, 1992 (19 tuổi)  |      |     |            |
| 15 | HV | Odette Bayeaux               | 15 tháng 11, 1992 (19 tuổi) |      |     |            |
| 16 | TV | Roxana Galan                 | 24 tháng 1, 1995 (17 tuổi)  |      |     |            |
| 17 | HV | Regla de la Ponce            | 23 tháng 9, 1995 (16 tuổi)  |      |     |            |
| 18 | TĐ | Yoanna Calderon              | 20 tháng 9, 1994 (17 tuổi)  |      |     |            |
|    | TM | Katherina Montesino          | 17 tháng 1, 1992 (20 tuổi)  |      |     |            |
|    | HV | Wendy Martinez               | 18 tháng 5, 1994 (17 tuổi)  |      |     |            |
|    | HV | Laura García                 | 5 tháng 1, 1994 (18 tuổi)   |      |     |            |
|    | HV | Chaveli de la Caridad Butros | 5 tháng 3, 1994 (17 tuổi)   |      |     |            |
|    | TV | Laura Moreno Marques         | 18 tháng 9, 1993 (18 tuổi)  |      |     |            |

### Guatemala
Huấn luyện viên:  Benjamín Monterroso

| Số | VT | Cầu thủ                  | Ngày sinh (tuổi)            | Trận | Bàn | Câu lạc bộ                 |
| -- | -- | ------------------------ | --------------------------- | ---- | --- | -------------------------- |
| 1  | HV | Noemy Franco             | 26 tháng 11, 1994 (17 tuổi) | 0    | 0   | Unifut                     |
| 3  | HV | Marilyn Rivera (c)       | 19 tháng 2, 1992 (20 tuổi)  | 13   | 0   | Unifut                     |
| 5  | TĐ | Londy Waleska Barrios    | 8 tháng 4, 1992 (19 tuổi)   | 13   | 0   | Unifut                     |
| 6  | HV | Jeymi Hernández          | 2 tháng 12, 1993 (18 tuổi)  | 2    | 0   | Muniguate                  |
| 7  | HV | Gabriela Elizabeth Mejía | 8 tháng 8, 1993 (18 tuổi)   | 0    | 0   | Unifut                     |
| 9  | TV | Mia Espino               | 6 tháng 9, 1994 (17 tuổi)   |      |     |                            |
| 10 | TV | Yoseline Razuleu         | 1 tháng 11, 1994 (17 tuổi)  | 0    | 0   | Vancouver Island Wave      |
| 11 | TĐ | Carmen García-Gallont    | 26 tháng 7, 1993 (18 tuổi)  | 3    | 0   |                            |
| 12 | TM | Stephanie Castellón      | 27 tháng 8, 1992 (19 tuổi)  | 5    | 0   | Houston Baptist University |
| 13 | HV | Clahyri Calderón         | 10 tháng 11, 1994 (17 tuổi) | 0    | 0   | Deportivo Xela             |
| 14 | TV | María Isabel Argueta     | 23 tháng 3, 1993 (18 tuổi)  | 0    | 0   | Profutbol                  |
| 15 | HV | Marlen Véliz             | 11 tháng 2, 1993 (19 tuổi)  | 1    | 0   | Unifut                     |
| 16 | TĐ | Rocío Velásquez          | 2 tháng 2, 1993 (19 tuổi)   | 0    | 0   | Deportivo Xela             |
| 17 | TĐ | Marleny Marroquín        | 17 tháng 9, 1992 (19 tuổi)  | 0    | 0   | Guastatoya                 |
| 18 | TV | Daniela Andrade          | 4 tháng 4, 1992 (19 tuổi)   | 1    | 0   | Univ. of South Florida     |
| 20 | TĐ | Idania Betzaida Pérez    | 3 tháng 6, 1992 (19 tuổi)   | 9    | 4   | Jutiapanecas               |
|    | HV | Ana Virginia Hernández   | 14 tháng 11, 1994 (17 tuổi) | 0    | 0   | Pares                      |
|    | TV | Cynthia Gabriela López   | 23 tháng 8, 1993 (18 tuổi)  | 14   | 0   | Unifut                     |
|    | TĐ | María Amanda Monterroso  | 30 tháng 11, 1993 (18 tuổi) | 15   | 5   | Unifut                     |

### Panama
Huấn luyện viên:  Luis Tejada

| Số | VT | Cầu thủ            | Ngày sinh (tuổi)            | Trận | Bàn | Câu lạc bộ              |
| -- | -- | ------------------ | --------------------------- | ---- | --- | ----------------------- |
| 1  | TM | Anyuri Montenegro  | 26 tháng 7, 1993 (18 tuổi)  |      |     | Estrellas Chiricanas    |
| 2  | HV | Natalia Mills      | 22 tháng 3, 1993 (18 tuổi)  |      |     | Navy Bay                |
| 3  | HV | Onelys Alvarado    | 20 tháng 8, 1993 (18 tuổi)  |      |     | Veraguas Nva Generacion |
| 4  | TV | Yomira Sanford     | 22 tháng 9, 1995 (16 tuổi)  |      |     | CAI La Chorrera         |
| 5  | TV | Leslie Fareaux     | 20 tháng 6, 1992 (19 tuổi)  |      |     | Navy Bay                |
| 6  | TV | Leyda Camacho      | 4 tháng 7, 1992 (19 tuổi)   |      |     | Navy Bay                |
| 7  | HV | Yerenis De Leon    | 23 tháng 2, 1995 (17 tuổi)  |      |     | Navy Bay                |
| 8  | TV | Yaniska Garcia     | 21 tháng 6, 1992 (19 tuổi)  |      |     | Navy Bay                |
| 9  | TĐ | Angela Evans (c)   | 21 tháng 7, 1993 (18 tuổi)  |      |     | Olympic SD              |
| 10 | TĐ | Marta Cox          | 20 tháng 7, 1997 (14 tuổi)  |      |     | Chorrillo FC            |
| 11 | TV | Yvamara Rodriguez  | 13 tháng 5, 1992 (19 tuổi)  |      |     | Kwantlen Univ           |
| 12 | TM | Dayton Wetherby    | 5 tháng 9, 1994 (17 tuổi)   |      |     | Brandon Flames          |
| 13 | TV | Marggie Moreno     | 10 tháng 8, 1993 (18 tuổi)  |      |     | Chorrillo FC            |
| 14 | TV | Yessenia Zorilla   | 27 tháng 10, 1993 (18 tuổi) |      |     | CAI La Chorrera         |
| 15 | HV | Astrid Diaz        | 14 tháng 2, 1995 (17 tuổi)  |      |     |                         |
| 16 | HV | Katherine Gonzalez | 9 tháng 4, 1997 (14 tuổi)   |      |     | Estrellas Chiricanas    |
| 17 | TV | Mayra Jordan       | 2 tháng 7, 1994 (17 tuổi)   |      |     | Veraguas Nva Generacion |
| 18 | TV | Yanis Sanjur       | 9 tháng 5, 1995 (16 tuổi)   |      |     |                         |
| 19 | TĐ | Eimy Quintero      | 15 tháng 11, 1994 (17 tuổi) |      |     | CAI La Chorrera         |
| 20 | TĐ | Karla Riley        | 18 tháng 9, 1997 (14 tuổi)  |      |     |                         |

### Hoa Kỳ
Huấn luyện viên:  Steve Swanson

| Số | VT | Cầu thủ            | Ngày sinh (tuổi)            | Trận | Bàn | Câu lạc bộ     |
| -- | -- | ------------------ | --------------------------- | ---- | --- | -------------- |
| 1  | TM | Bryane Heaberlin   | 2 tháng 11, 1993 (18 tuổi)  |      |     | North Carolina |
| 2  | HV | Mollie Pathman (c) | 1 tháng 7, 1992 (19 tuổi)   |      |     | Duke           |
| 3  | HV | Cari Roccaro       | 18 tháng 7, 1994 (17 tuổi)  |      |     | Albertson Fury |
| 4  | HV | Crystal Dunn       | 3 tháng 7, 1992 (19 tuổi)   |      |     | North Carolina |
| 5  | HV | Kassey Kallman     | 6 tháng 5, 1992 (19 tuổi)   |      |     | Florida State  |
| 6  | TV | Morgan Brian       | 26 tháng 2, 1993 (19 tuổi)  |      |     | Virginia       |
| 7  | TĐ | Kealia Ohai        | 31 tháng 1, 1992 (20 tuổi)  |      |     | North Carolina |
| 8  | TV | Julie Johnston     | 6 tháng 4, 1992 (19 tuổi)   |      |     | Santa Clara    |
| 9  | TĐ | Chioma Ubogagu     | 10 tháng 9, 1992 (19 tuổi)  |      |     | Stanford       |
| 10 | TV | Mandy Laddish      | 13 tháng 5, 1992 (19 tuổi)  |      |     | Notre Dame     |
| 11 | TĐ | Lindsey Horan      | 26 tháng 5, 1994 (17 tuổi)  |      |     | Colorado Rush  |
| 12 | TV | Vanessa DiBernardo | 15 tháng 5, 1992 (19 tuổi)  |      |     | Illinois       |
| 13 | TĐ | Micaela Capelle    | 28 tháng 6, 1992 (19 tuổi)  |      |     | Portland       |
| 14 | TĐ | Katie Stengel      | 29 tháng 2, 1992 (20 tuổi)  |      |     | Wake Forest    |
| 15 | TV | Samantha Mewis     | 9 tháng 10, 1992 (19 tuổi)  |      |     | UCLA           |
| 16 | TV | Sarah Killion      | 27 tháng 7, 1992 (19 tuổi)  |      |     | UCLA           |
| 17 | HV | Olivia Brannon     | 8 tháng 2, 1993 (19 tuổi)   |      |     | Virginia       |
| 18 | TM | Abby Smith         | 4 tháng 10, 1993 (18 tuổi)  |      |     | Dallas Texans  |
| 19 | HV | Stephanie Amack    | 23 tháng 12, 1994 (17 tuổi) |      |     | Mustang Blast  |
| 20 | TĐ | Maya Hayes         | 26 tháng 3, 1992 (19 tuổi)  |      |     | Penn State     |